# Spinto
Spinto, av ital. "knuffad", är en beteckning på en lyrisk röst, vanligen i sopran- eller tenorfacket, som har förmågan att låta kraftfull och accentuerad på dramatiska höjdpunkter. Begreppet används även om roller där denna typ av röst är passande eller fordras, till exempel Mimì i La Bohème och Alfredo i La traviata.

## Spinto-sångare

### Sopraner
- Leontyne Price
- Renata Tebaldi

### Tenorer
- Jussi Björling
- Alfredo Kraus
- Luciano Pavarotti
- Jon Anderson

## Spinto-roller

### Sopranroller
- Aïda, Aida (Verdi)
- Mimì, La Bohème (Puccini)

### Tenorroller
- Alfredo, La traviata (Verdi)
- Rodolfo, La Bohème (Puccini)